# محسن القرني
محسن القرني، لاعب كرة قدم سعودي. لعب لنادي النصر السعودي ولأندية الفيصلي والرائد ونجران والشعلة والرياض و الكوكب والدرعية سابقا، مثل سابقاً مع منتخب السعودية الأولمبي لكرة القدم. 
عمه هو لاعب النصر السابق عبد الله القرني وأشقاءه محمد القرني وحمود القرني.

## روابط خارجية
- محسن القرني على موقع Soccerway.com (الإنجليزية)